# Bizet (metrostation)
Bizet is een station van de Brusselse metro, gelegen in de gemeente Anderlecht.

## Geschiedenis
Het ondergrondse metrostation werd geopend op 10 januari 1992 en was meer dan tien jaar lang het zuidwestelijke eindpunt van lijn 1B, totdat deze op 15 september 2003 werd verlengd naar Erasmus. Sinds april 2009 maakt de voorheen door lijn 1B bediende zuidwesttak deel uit van lijn 5. Het achterstation (richting Het Rad) dat als eindpunt diende tot in 2003 werd omgebouwd tot een metrostalplaats.

## Situering
Bizet ligt onder de Bergensesteenweg nabij het Bizetplein, waar aansluiting voorzien is met MIVB-bussen en De Lijn bussen.

## Kunst
Boven de sporen creëerde Tone Brulin een constructie van blauwe buizen en gekleurd plexiglas, op de perrons geflankeerd door twee gestileerde figuren, die een zwarte vrouw en een blanke man voorstellen. Het werk met de naam La Caracola roept in samenspel met de perronwanden associaties met een theatervloer op.

## Afbeeldingen

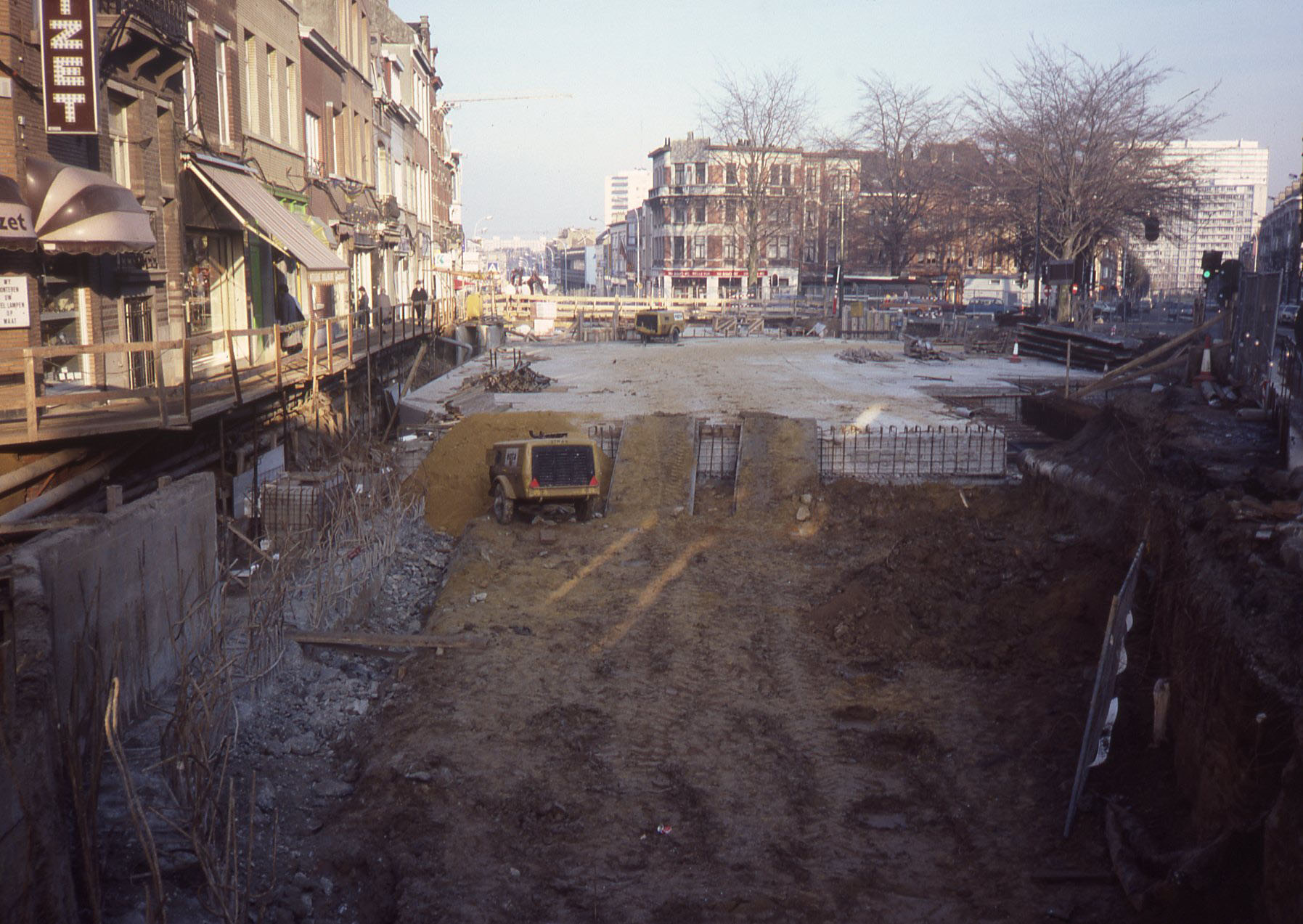
Bouw van het metrostation in 1986.
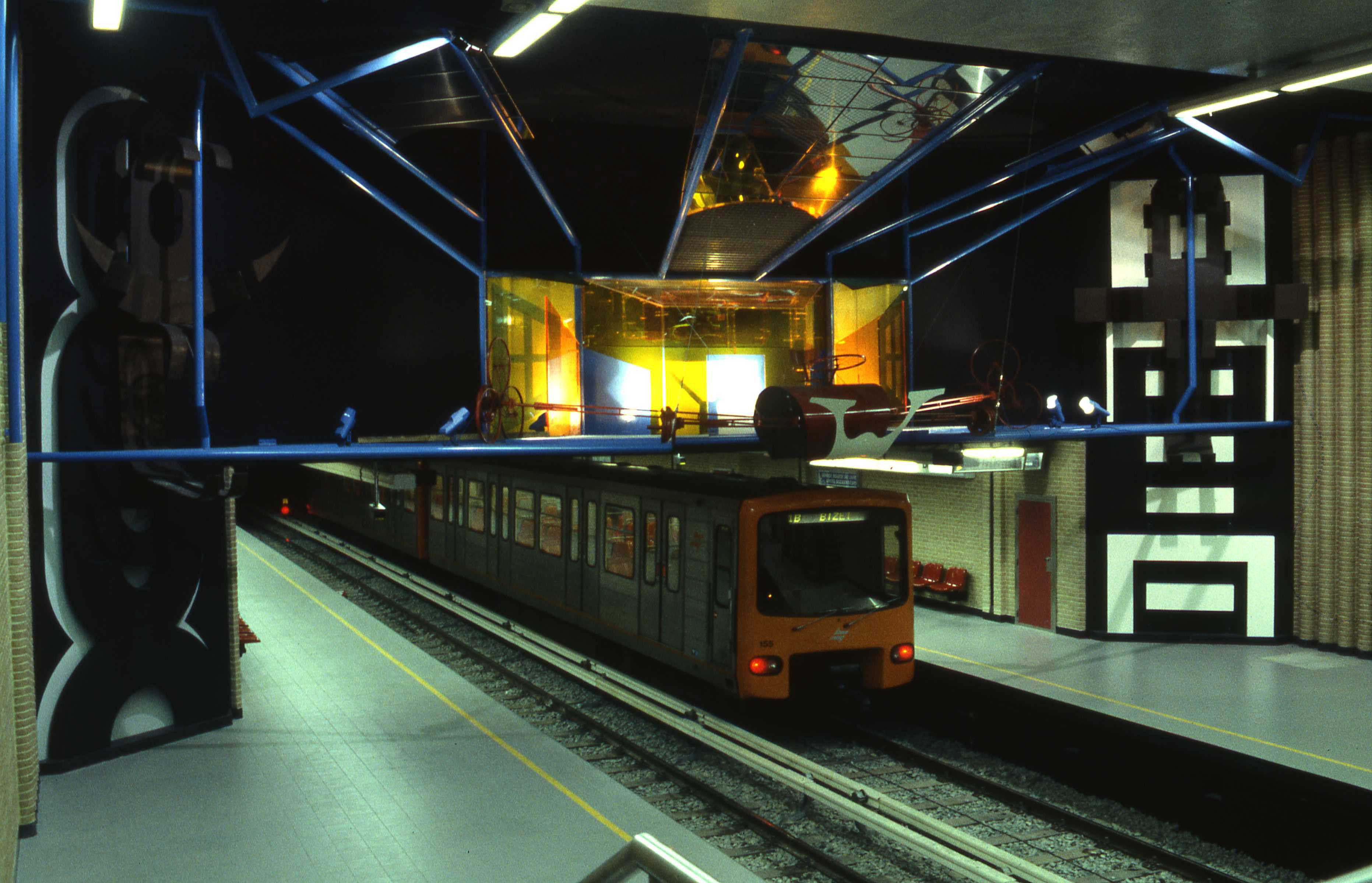
Metrostel met als bestemming Bizet, het toenmalige eindpunt in 1992.